# ویک میس
ویک میس (به انگلیسی: Vic Mees) بازیکن فوتبال اهل بلژیک و عضو تیم ملی فوتبال بلژیک است که در تاریخ ۲ ژانویه ۱۹۴۹ میلادی اولین بازی ملی‌اش را مقابل تیم ملی فوتبال اسپانیا انجام داد. او در ۵۸ بازی ملی حضور داشت و جمعاً ۵۹۸۲ دقیقه برای تیم ملی فوتبال بلژیک به میدان رفت. ویک میس آخرین بازی ملی خود را در تاریخ ۲ اکتبر ۱۹۶۰ میلادی در برابر تیم ملی فوتبال هلند انجام داد. وی در بازی‌های ملی‌اش ۳ گل به ثمر رساند.